# Anthony Abbott
Anthony Chisholm Abbott PC (* 26. November 1930 in Montreal, Québec; † 23. März 2023 in Victoria, British Columbia) war ein kanadischer Rechtsanwalt und Politiker der Liberalen Partei Kanadas sowie der Progressiv-konservativen Partei Kanadas, der einige Jahre Abgeordneter des Unterhauses und Minister war.

## Leben
Anthony Abbott, Sohn des langjährigen Unterhausabgeordneten, Ministers sowie späteren Richters am Obersten Gerichtshof von Kanada Douglas Abbott, absolvierte nach dem Schulbesuch ein Studium, das er mit einem Bachelor of Arts (B.A.) beendete. Ein weiteres Studium der Rechtswissenschaften schloss er mit einem Bachelor of Laws (LL.B.) ab und nahm danach eine Tätigkeit als Rechtsanwalt auf.
Bei der Unterhauswahl vom 8. Juli 1974 wurde Abbott als Kandidat der Liberalen Partei im Wahlkreis Mississauga zum Abgeordneten in das Unterhaus gewählt, verlor dieses Mandat aber bereits bei der darauf folgenden Unterhauswahl am 22. Mai 1979. Am 15. September 1976 wurde er von Premierminister Pierre Trudeau als Minister für Konsumenten- und Unternehmensangelegenheiten in das 20. kanadische Kabinett berufen und bekleidete dieses Ministeramt bis zum 15. September 1977. Danach war er Staatsminister für Kleinunternehmen, ehe er zuletzt vom 24. November 1978 bis zum Ende von Trudeaus Amtszeit am 3. Juni 1979 Minister für nationale Einkünfte war.
Nach seinem Ausscheiden aus Regierung und Unterhaus nahm er seine anwaltliche Tätigkeit wieder auf. Des Weiteren war er zwischen 1980 und 1988 auch als Wirtschafts- und Rechtsberater einer in London ansässigen kanadischen Anwaltskanzlei sowie als Präsident des Retail Council of Canada tätig. Später verließ er die Liberale Partei und kandidierte bei der Wahl vom 21. November 1988 stattdessen für die Progressiv-konservative Partei im Wahlkreis Eglinton-Lawrence für ein Abgeordnetenmandat, erlitt jedoch eine weitere Wahlniederlage.